# フランティシェク・クサヴェル・ブリクシ
フランティシェク・クサヴェル・ブリクシ（František Xaver Brixi, 1732年1月2日 – 1771年10月14日）は、18世紀ボヘミアの作曲家。生前はドイツ語名フランツ・クサヴァー・ブリクシ（Franz Xaver Brixi）として著名であった。
プラハ出身。父親も作曲家のシモン・ブリクシ（Šimon Brixi, 1693年～1735年）。父親の従姉ドロテア・ブリクシは1705年にヤン・イジー・ベンダと結婚している。したがって、ブリクシとゲオルク・ベンダは遠縁にあたる。
コスモノスイのギムナジウムに学び、すぐれた作曲家ヴァーツラフ・カロウシュに師事。1749年にプラハに戻る。いくつかの教会でオルガニストを務め、1759年に、当時のプラハの音楽界では最高の地位である聖ヴィトゥス大聖堂の教会楽長に、わずか27歳にして就任する。夭逝するまでの間この任務を続けていた。約290曲の（さまざまな種類の）教会音楽のほか、カンタータやオラトリオ、室内楽曲・管弦楽曲を作曲。おそらくこんにち最も有名な作品は、いくつかのオルガン協奏曲であろう。
ブリクシの作曲様式は、新鮮な旋律の書法や活き活きしたリズム、躍動感あるバス声部において同時代の他の作曲家と見分けがつく。また、単純だが効果的な楽器法は、先輩作曲家ととも違っている。生前その音楽はボヘミアやモラヴィアに幅広く浸透した。